# Glass Onion: A Knives Out Mystery
Glass Onion: A Knives Out Mystery ist ein US-amerikanischer Kriminalfilm von Rian Johnson aus dem Jahr 2022. Es handelt sich nach Knives Out – Mord ist Familiensache (2019) um den zweiten Film innerhalb der Knives-Out-Reihe, in dem Daniel Craig erneut in der Hauptrolle des ermittelnden Detektivs Benoit Blanc zu sehen ist. Dieser wird zusammen mit einer Freundesgruppe auf die Privatinsel eines Technik-Milliardärs eingeladen, wo er schon bald einen mysteriösen Mordfall aufklären muss. Zu den weiteren Darstellern des Ensemblecasts gehören Janelle Monáe, Edward Norton, Dave Bautista, Kate Hudson, Kathryn Hahn und Leslie Odom Jr.
Glass Onion feierte am 10. September 2022 auf dem Toronto International Film Festival seine Weltpremiere. Weltweit lief der Film ab dem 23. November 2022 für eine Woche in ausgewählten Kinos, ehe er am 23. Dezember 2022 auf Netflix veröffentlicht wurde.

## Handlung
Der Technik-Milliardär Miles Bron verschickt während der COVID-19-Pandemie an ausgewählte Freunde japanische „Puzzle-Boxen“, in denen sich Einladungen für ein exklusives Wochenende auf seiner Privatinsel in Griechenland befinden. Unter den Gästen sind die Politikerin Claire Debella, die Modeikone Birdie Jay, der Men’s-Rights-Influencer Duke Cody und seine Freundin Whiskey sowie der Energiewissenschaftler Lionel Toussaint, aber auch Brons ehemalige Geschäftspartnerin Cassandra „Andi“ Brand, die er Monate zuvor um ihre Anteile am gemeinsam gegründeten Unternehmen Alpha brachte. In Griechenland treffen die Freunde auf den Detektiv Benoit Blanc, der ebenfalls angibt, eine Einladung erhalten zu haben, woraufhin die Gruppe per Schiff auf Brons Privatinsel übersetzt.
Nach Ankunft zeigt sich Miles überrascht, dass Andi der Einladung trotz des Vorgefallenen nachgekommen ist. Ebenso erfreut ihn die Anwesenheit von Blanc, auch wenn er nach eigener Aussage keine Einladung an den Detektiv verschickt habe. Beide schlussfolgern daraufhin, dass einer der anderen Gäste für Blancs Anwesenheit verantwortlich ist, auch wenn es dafür zunächst noch keinen ersichtlichen Grund gebe. Miles führt seine Freunde daraufhin über das Anwesen, präsentiert ihnen die Mona Lisa, die er sich im Lockdown aus dem Louvre ausgeliehen hat, und erklärt, dass er in der nächsten Woche Lionels Forschungsprojekt „Klear“ – eine Energiegewinnungsmethode aus Meerwasser – der Öffentlichkeit vorstellen wolle.
Ehe am Abend ein von Miles veranstaltetes Krimispiel erfolgen soll, verbringen die Freunde den Tag am Pool, wo Blanc die Gäste besser kennenlernen kann. Dabei bringt er in Erfahrung, dass Miles in der Gruppe keineswegs unumstritten ist, sondern sich unter den Gästen auch Feinde gemacht hat. So möchte der Milliardär Birdie zur Unterzeichnung einer Erklärung bewegen, in der sie die Verantwortung für Sweatshops ihrer Firma in Bangladesch übernimmt; Duke verweigert er eine Rolle bei seinem Nachrichtenportal Alpha News, während er zeitgleich eine Affäre mit Whiskey führt; Claire möchte er zum Bau eines umweltschädlichen Klear-Kraftwerks drängen und Lionel ist von der voreiligen Veröffentlichung seines Forschungsprojekts nur wenig begeistert, da er ernsthafte Sicherheitsbedenken hat. Die um ihre Alpha-Anteile betrogene Andi erklärt gegenüber Blanc, dass die Gäste trotzdem weiterhin zu Miles halten, da alle einst von ihm gefördert wurden und nun finanziell abhängig vom Milliardär sind.
Beim abendlichen Krimispiel kann Blanc den Fall lösen, noch bevor der „Mord“ an Miles überhaupt verübt werden konnte. Der Milliardär zeigt sich über die Rücksichtslosigkeit des Detektivs verärgert, doch Blanc erklärt, dass er ernsthaft um seine Sicherheit besorgt sei. Die Stimmung bei den anderen Gästen ist derweil am Boden, doch Miles kann seine Freunde davon abhalten, am Morgen die Heimreise anzutreten, und sie stattdessen zum Tanzen animieren. Die Feierlaune wird jedoch schnell getrübt, als Duke versehentlich aus Miles’ Glas trinkt und qualvoll vor aller Augen erstickt. Blanc versucht, die Situation unter Kontrolle zu bekommen, doch als das Licht innerhalb des Anwesens für das eigentlich geplante Krimispiel erlischt, verstreuen sich alle Gäste aus Angst voreinander. Auf der Terrasse trifft der Detektiv auf Andi, die die Party zuvor verlassen hatte und vor Blancs Augen von einem Unbekannten aus dem Hinterhalt erschossen wird.
In einer Rückblende erfährt der Zuschauer, dass die echte Andi bereits Tage zuvor verstorben ist. Ihre Zwillingsschwester Helen glaubte nicht an den offiziell festgestellten Suizid und stellte weitere Recherchen an. Dabei fand sie heraus, dass Miles das gesamte Alpha-Vermögen in die Förderung von Klear stecken wollte, was Andi nicht unterstützte. Um seine Partnerin aus dem Unternehmen loszuwerden, fälschte der Milliardär eine Serviette, auf der die Grundidee des Unternehmens angeblich einst von ihm erdacht wurde, obwohl Andi in Wahrheit den Einfall hatte. Vor Gericht bestätigten Birdie, Duke, Claire und Lionel unter Eid Miles’ falsche Version, um seine finanzielle Unterstützung nicht zu verlieren. Monate später fand Andi ihre richtige Serviette wieder und verschickte an ihre ehemaligen Freunde eine E-Mail, in der sie sie über das wiedergefundene Beweisstück unterrichtete.

Leonardo da Vincis Mona Lisa

Helen nahm später Kontakt zu Benoit Blanc auf und berichtete über ihre Erkenntnisse. Auch der Detektiv glaubte schnell an ein Fremdverschulden, da jeder innerhalb der Freundesgruppe von Miles’ Ruin ebenfalls in Mitleidenschaft gezogen worden wäre. Daher schmiedeten Helen und Blanc den Plan, dass sich die Lehrerin als ihre eigene Zwillingsschwester ausgeben und an Miles’ exklusivem Wochenende teilnehmen sollte. Da nur der Täter die Maskerade durchschauen könnte, würde er sich so verraten. Auf der Insel durchsuchte Helen die Zimmer der anderen Gäste vergeblich nach der echten Serviette, da Blanc angenommen hatte, der Täter wolle sie Miles als Beweis seiner Loyalität präsentieren.
In der Gegenwart stellt sich heraus, dass Helen von der Kugel nicht verletzt wurde. Blanc führt die Gäste zurück ins Anwesen, wo er den Mord an Duke und den „Tod“ von Andi vermeintlich aufklären will, um Helen so noch eine Möglichkeit zu geben, auch Miles’ Apartment zu durchsuchen. Tatsächlich findet sie die Serviette im Besitz des Milliardärs, offenbart sich den anderen Gästen als Helen und überlässt Blanc die restliche Lösung des Falls. Der Detektiv erklärt, Miles hätte als einziger die Gelegenheit gehabt, Andi zu vergiften und die echte Serviette an sich zu nehmen. Der Milliardär gab dem allergischen Duke absichtlich einen mit Ananassaft versetzten Drink, da dieser noch auf der Party über einen Newsletter von Andis Ableben erfahren hatte, Miles als Täter ermitteln konnte und ihn mit dieser Information erpresste. Im darauffolgenden Durcheinander versuchte Miles, auch Helen umzubringen, um seine Spuren endgültig zu verwischen und die Schuld auf einen seiner Gäste zu schieben.
Miles zeigt sich von den Ausführungen nur wenig beeindruckt und verbrennt die echte Serviette als Beweismittel vor aller Augen. Als Helen daraufhin in die Runde fragt, wer gegen den Milliardär aussagen wolle, stellen sich die Gäste auf die Seite ihres Unterstützers. Auf Blancs Anraten beginnt Helen daraufhin, die Inneneinrichtung des mit Klear betriebenen Anwesens zu zerstören und das Gebäude anzuzünden. Den Flammen fällt auch die Mona Lisa zum Opfer, wodurch sich Helen einen erheblichen PR-Schaden für Klear und damit den finanziellen Ruin von Miles erhofft. Als die anderen Gäste die Ausweglosigkeit der Situation erkennen, entschließen sie sich schließlich doch dazu, gegen Miles aussagen zu wollen.

## Produktion

### Entstehung
Nachdem Knives Out – Mord ist Familiensache bei einem Budget von 40 Millionen US-Dollar nach einem Monat weltweit knapp 250 Millionen US-Dollar eingespielt hatte, verkündete Regisseur Rian Johnson im Januar 2020, dass er am Drehbuch zu einer Fortsetzung arbeite und diese so schnell wie möglich in Produktion gehen solle. Er bestätigte, dass Daniel Craig erneut als Detektiv Benoit Blanc in Erscheinung treten werde, während Ram Bergman wie beim Vorgängerfilm als Produzent fungierte. Nachdem das weltweite Einspielergebnis im Folgemonat die 300-Millionen-US-Dollar-Marke überschritten hatte, bestätigte auch Lionsgate-CEO Jon Feltheimer die Produktion einer Fortsetzung. Das Drehbuch wurde von Johnson im Sommer 2020 fertiggestellt.
Da Lionsgate vertraglich zwar eine First-Look-Vereinbarung, aber keine Vertriebsrechte für die Fortsetzung besaß, entschied sich Regisseur Rian Johnson aufgrund des Aufschwungs von Streaminganbietern im Zuge der COVID-19-Pandemie gegen eine Kinoveröffentlichung. Stattdessen bot er den Film den Streamingdiensten Netflix, Amazon und Apple zum Kauf an. Im Bieterwettstreit sicherte sich letztendlich Netflix für 469 Millionen US-Dollar die Rechte an zwei Fortsetzungen, was einen der größten Filmdeals aller Zeiten für Streaminganbieter darstellte. Johnson ließ sich vertraglich kreative Freiheit sowie Budgets entsprechend dem ersten Film zusichern; einzige Gegenbedingung seitens Netflix war der Auftritt von Daniel Craig in beiden Fortsetzungen. Sowohl Johnson als auch Craig und Produzent Bergman sollen im Zuge des Deals eine Gage von jeweils über 100 Millionen US-Dollar erhalten haben.
Johnson äußerte sich über den Film, es handle sich weniger um eine klassische Fortsetzung, als vielmehr um einen neuen Fall mit neuem Cast und einem neuen Schauplatz. Er gab an, bereits vor Veröffentlichung des ersten Filmes an eine Anthologiereihe im Stile der Werke von Agatha Christie gedacht zu haben. Da bei diesen vor allem die Handlung im Vordergrund stehe, plane er nicht, sonderlich viel auf die Hintergrundgeschichte von Benoit Blanc einzugehen. Als Inspirationsquelle des tropischen Whodunits dienten Werke wie Das Böse unter der Sonne oder Sheila.

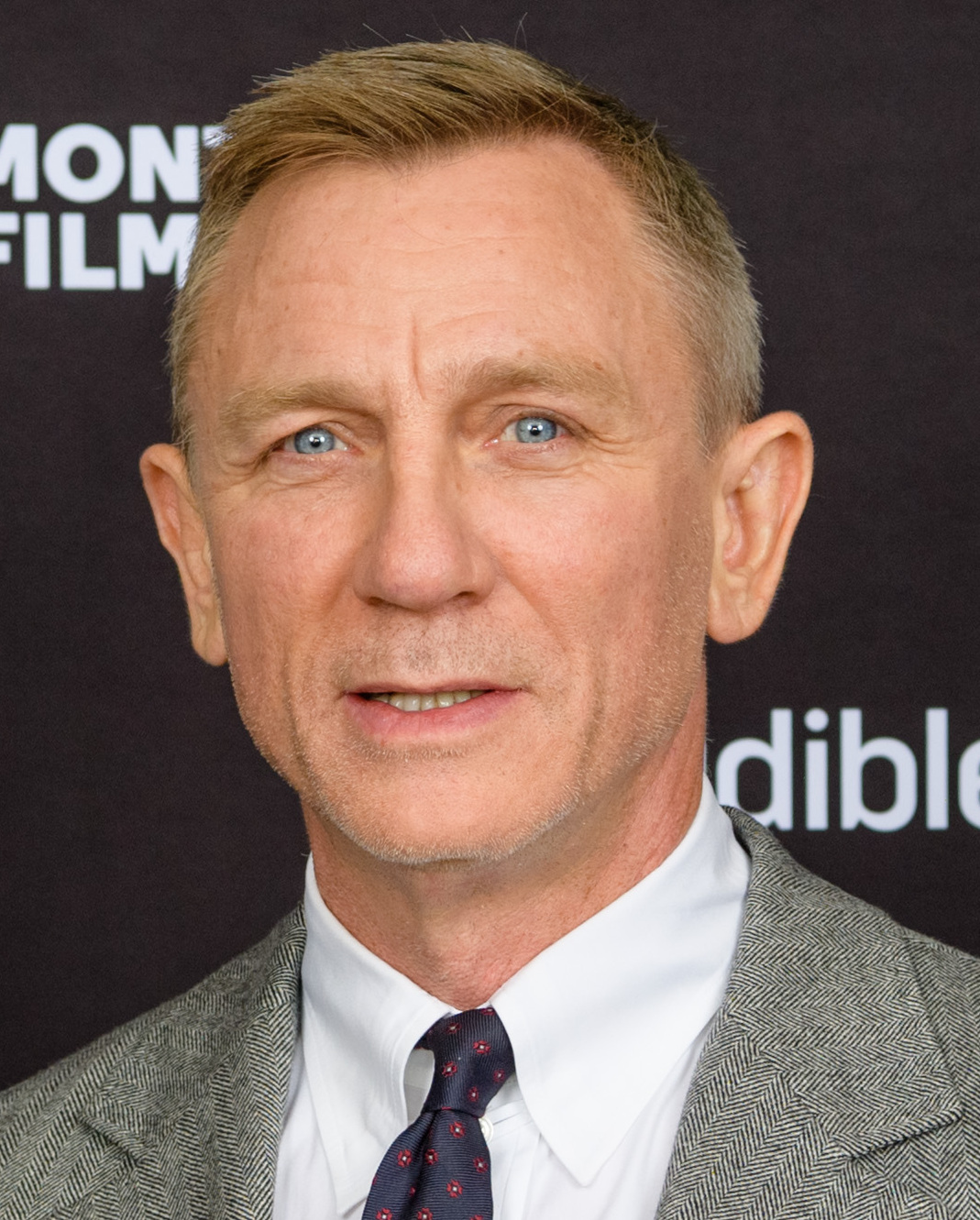
Hauptdarsteller Daniel Craig

### Besetzung
Im Gegensatz zum Vorgängerfilm Knives Out steht der von Daniel Craig porträtierte Benoit Blanc in Glass Onion im Fokus, weshalb ihn der Zuschauer laut Johnson etwas besser kennenlernen werde. In Vorbereitung auf die Dreharbeiten arbeitete Craig vier Monate mit einem Sprachcoach zusammen, um den Südstaaten-Akzent aus dem Vorgängerfilm erneut zu beherrschen. Zu den Neuzugängen der Besetzung zählen Dave Bautista als Influencer Duke Cody, Edward Norton als Technik-Milliardär Miles Bron, Janelle Monáe als dessen Geschäftspartnerin Cassandra „Andi“ Brand, Kathryn Hahn als Politikerin Claire Debella, Leslie Odom Jr. als Wissenschaftler Lionel Toussaint, Kate Hudson als Modeikone Birdie Jay, Jessica Henwick als deren Assistentin Peg und Madelyn Cline als Dukes Freundin Whiskey.
Neben Hauptdarsteller Daniel Craig wirkten einzig Noah Segan und Joseph Gordon-Levitt nach Knives Out auch in der Fortsetzung mit, allerdings in anderen Rollen. So spielt Segan Brons Mitbewohner Derol, während Gordon-Levitt seine Stimme dem Stundengong verlieh. Darüber hinaus sind Ethan Hawke als Miles’ Assistent, Hugh Grant als Blancs Partner Philip, Dallas Roberts als Debellas Ehemann Devon und Jackie Hoffman als Dukes Mutter in kleineren Nebenrollen zu sehen. In weiteren Gastauftritten verkörpern Angela Lansbury, Stephen Sondheim, Natasha Lyonne, Kareem Abdul-Jabbar, Serena Williams und Yo-Yo Ma sich selbst; für Lansbury und Sondheim waren dies jeweils ihre letzten Filmrollen.

### Dreharbeiten und Filmmusik

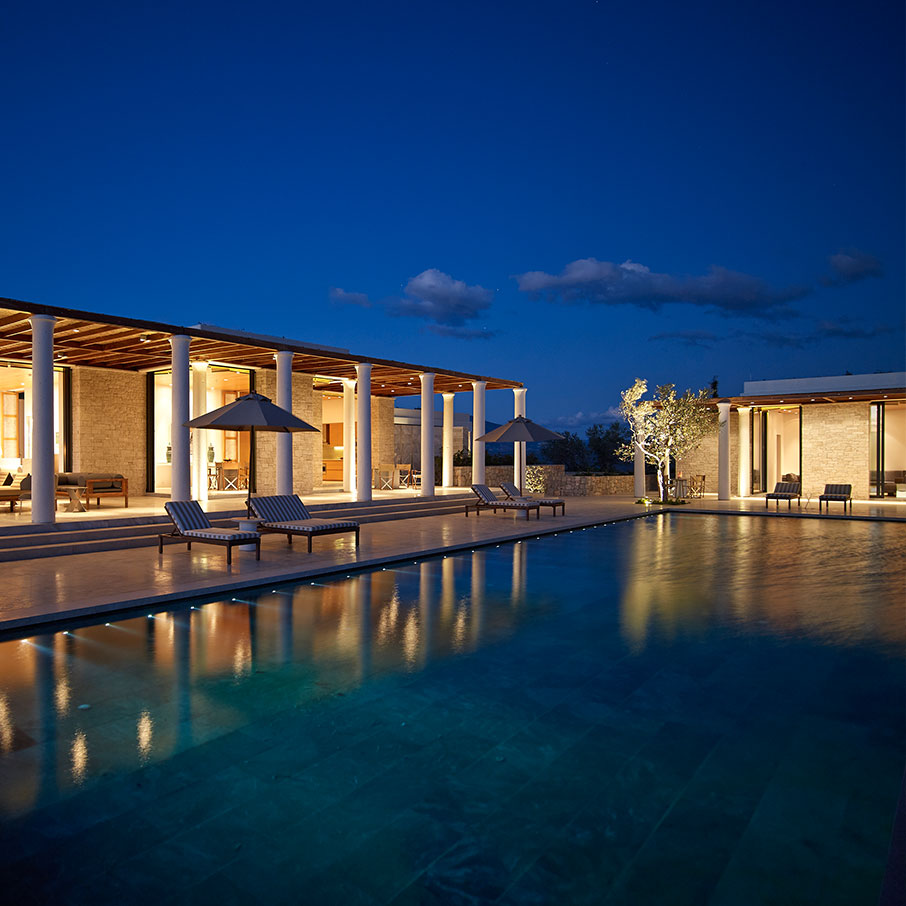
Die Amanzoe-Villa in Porto Heli

Die Dreharbeiten mit Kameramann Steve Yedlin begannen am 28. Juni 2021 auf der griechischen Insel Spetses. Als Außenkulisse des Anwesens von Miles Bron diente eine Ferienvilla im sechs Kilometer entfernten Porto Heli in der Argolis, die gleichzeitig als Übernachtungsmöglichkeit für die Darsteller fungierte. Die zwiebelartige Glaskuppel wurde während der Postproduktion digital eingefügt; ebenso musste der Inselschauplatz durch visuelle Effekte erstellt werden, da sich das Anwesen mehrere Kilometer vom Strand entfernt befand. Ende Juli 2021 wurden die Filmaufnahmen in Griechenland abgeschlossen und nach Belgrad verlagert. In Filmstudios der serbischen Hauptstadt wurden sämtliche Innenaufnahmen des Anwesens sowie die in New York City spielenden Szenen gedreht. Die Studioaufnahmen sollten ursprünglich in London erfolgen, konnten letztendlich aus logistischen Gründen allerdings nicht in der britischen Hauptstadt umgesetzt werden. Am 13. September 2021 wurden die Dreharbeiten abgeschlossen. Das Budget lag zwischen 30 und 50 Millionen US-Dollar. Für den Filmschnitt war Bob Ducsay verantwortlich.
Als Kostümbildnerin fungierte erneut Jenny Eagan, die im Vergleich zu Knives Out farbigere und luftigere Kostüme für die Fortsetzung entwarf. Die im Film gezeigten und für die Dreharbeiten zerstörten Glasskulpturen wurden vom tschechischen Künstler Jiří Pačinek entworfen, der mit seinem Team innerhalb eines Monats insgesamt 60 Plastiken anfertigte. Die Reproduktion der Mona Lisa wurde vom serbischen Künstler James Gemmill gemalt und musste nach den Filmaufnahmen vernichtet werden. Für die Anfertigungen der Puzzleboxen war der Requisiteur Kris Peck verantwortlich.
Die Filmmusik komponierte Nathan Johnson, der Cousin von Regisseur Rian Johnson. Ausgangspunkt für seine Arbeit war der „opulente, üppige und romantische“ Score von Nino Rota für den Film Tod auf dem Nil sowie französische Popmusik der 1970er Jahre, die mit modernen Einflüssen kombiniert wurde. Erkennungsmerkmale der Musikrichtung sind dabei überwiegend präzise und kurz gespielte Töne, die statt einer „Klangflut“ zum Einsatz kamen. Johnson verfasste für alle Figuren eigene musikalische Motive, die sich gegenseitig überschneiden und so zum Mysterium beitragen sollten. Das Herzstück der Filmmusik bildete dabei das Thema der von Janelle Monáe verkörperten Andi, das aus einem einfachen, sich wiederholenden Arpeggio besteht und so flexibel auf unterschiedliche Weisen genutzt werden konnte. Der fertig komponierte Score wurde im Mai 2022 von einem 70-köpfigen Orchester in den Abbey Road Studios in London aufgenommen. Das zugehörige Soundtrack-Album wurde am 25. November 2022 veröffentlicht.

### Veröffentlichung
Erstes Bildmaterial wurde Anfang Februar 2022 veröffentlicht; weitere Aufnahmen folgten Mitte August des Jahres. Im Juni 2022 wurde von Johnson der Originaltitel Glass Onion: A Knives Out Mystery bekanntgegeben, der auf den gleichnamigen Beatles-Song Bezug nimmt, welcher während des Abspanns gespielt wird. Ein erster Teaser wurde zusammen mit dem Filmposter am 8. September 2022 veröffentlicht; der Trailer folgte am 7. November 2022.
Glass Onion: A Knives Out Mystery feierte am 8. September 2022 auf dem Toronto International Film Festival seine Weltpremiere. Weitere Aufführungen erfolgten am 16. Oktober 2022 im Zuge des London Film Festivals in der Royal Festival Hall und am 23. Oktober 2022 beim Film Fest 919 in North Carolina. Im selben Monat war der Film auch im Programm des Philadelphia Film Festivals, während er am 3. November 2022 das Miami Film Festival eröffnete. Die offizielle US-Premiere erfolgte am 14. November 2022 in Los Angeles.
Ab dem 23. November 2022 lief der Film für eine Woche in ausgewählten US-amerikanischen und deutschen Kinos; in den Vereinigten Staaten war dies die erste Zusammenarbeit von Netflix mit allen drei großen Kinoketten AMC, Regal und Cinemark. Gründe für das Zustandekommen dieses Deals waren zum einen Regisseur Rian Johnson und Hauptdarsteller Daniel Craig, die auf eine Kinoveröffentlichung bestanden, andererseits aber auch die von Netflix geforderte und für Branchenverhältnisse vergleichsweise geringe Gewinnmarge von rund 40 Prozent. Am 23. Dezember 2022 wurde Glass Onion: A Knives Out Mystery regulär ins Programm des Streamingdienstes aufgenommen.

## Synchronisation
Die deutschsprachige Synchronisation entstand nach einem Dialogbuch von Marianne Groß und unter der Dialogregie von Lutz Riedel im Auftrag von Iyuno Germany.
| Rolle                                | Darsteller          | Synchronsprecher          |
| ------------------------------------ | ------------------- | ------------------------- |
| Benoit Blanc                         | Daniel Craig        | Dietmar Wunder            |
| Cassandra „Andi“ Brand / Helen Brand | Janelle Monáe       | Rubina Nath               |
| Miles Bron                           | Edward Norton       | Andreas Fröhlich          |
| Duke Cody                            | Dave Bautista       | Tilo Schmitz              |
| Birdie Jay                           | Kate Hudson         | Bianca Krahl              |
| Claire Debella                       | Kathryn Hahn        | Katrin Zimmermann         |
| Lionel Toussaint                     | Leslie Odom Jr.     | Tobias Müller             |
| Whiskey                              | Madelyn Cline       | Luisa Wietzorek           |
| Peg                                  | Jessica Henwick     | Julia Kaufmann            |
| Derol                                | Noah Segan          | Jan Makino                |
| Miles’ Assistent                     | Ethan Hawke         | Frank Schaff              |
| Ma, Dukes Mutter                     | Jackie Hoffman      | Kerstin Sanders-Dornseif  |
| Philip                               | Hugh Grant          | Patrick Winczewski        |
| Dr. Pierre Bonassus                  | Dan Chariton        | Frank Röth                |
| Angela Lansbury                      | Angela Lansbury     | Sonja Deutsch             |
| Kareem Abdul-Jabbar                  | Kareem Abdul-Jabbar | Oliver Stritzel           |
| Natasha Lyonne                       | Natasha Lyonne      | Victoria Sturm            |
| Yo-Yo Ma                             | Yo-Yo Ma            | Sebastian Christoph Jacob |

## Rezeption

### Altersfreigabe
In den Vereinigten Staaten erhielt Glass Onion: A Knives Out Mystery von der MPA aufgrund der Sprache, etwas Gewalt, sexuellen Bildmaterials und Drogeninhalten ein PG-13-Rating. In Deutschland erteilte die FSK eine Freigabe ab 12 Jahren. In der Freigabebegründung heißt es, der Film sei entlang bekannter Muster des Krimigenres und Mörderrätsel à la Agatha Christie erzählt und konzentriere sich auf die illustren Figuren und deren Geheimnisse und Intrigen. Einzelne Szenen mit Drohungen und Gewalt, die deutliche Darstellung von Verletzungen sowie eine teils sexualisierte und beleidigende Sprache würden gezeigt werden.

### Kritiken
Glass Onion: A Knives Out Mystery konnte 92 % der 399 bei Rotten Tomatoes gelisteten Kritiker überzeugen und erhielt dabei eine durchschnittliche Bewertung von 8 von 10 Punkten. Als zusammenfassendes Fazit zieht die Seite, die Fortsetzung bringe Benoit Blanc für ein weiteres äußerst unterhaltsames Mysterium zurück, das von einem herausragenden Schauspielerensemble abgerundet werde. Bei Metacritic erhielt der Film basierend auf 62 Kritiken einen Metascore von 81 von 100 möglichen Punkten.
Zu einem durchweg positiven Urteil gelangt Kate Erbland von IndieWire, für die Glass Onion ein weiterer wunderbarer Whodunit von Regisseur Rian Johnson sei. Auch wenn die Fortsetzung gewisse Ähnlichkeiten zum Vorgängerfilm Knives Out – Mord ist Familiensache aufweise, erzähle sie dennoch ihre ganz eigene verrückte Geschichte und stehe für sich allein. Johnson erfinde das Krimigenre zwar nicht neu, könne es aber zum Teil dekonstruieren und ihm eine neue Ausrichtung verleihen. So spiele der Regisseur mit den Erwartungen der Zuschauer und lasse diese erstaunlich lange auf das zentrale Verbrechen warten, verstreue bis dahin aber genretypisch allerlei Hinweise und Mordmotive. Glass Onion sei schließlich dann am besten, wenn der Film das Publikum mit Red Herrings auf eine falsche Fährte locke, die Geschichte durch überraschende Twists umerzähle und selbst aufgestellte Theorien gleich wieder entkräfte. Daneben überzeuge auch der gesellschaftskritische Subtext über den Kapitalismus, das Leben der Reichen und Schönen, Influencer und die Energiekrise.
Auch Owen Gleiberman von Variety attestiert Glass Onion, genauso scharfsinnig wie der Vorgängerfilm Knives Out zu sein, allerdings auf eine extravagantere Weise. Die Fortsetzung sei nicht unbedingt der bessere Film, aber größer, schillernder und mit einem noch ausgefeilteren und facettenreicheren Mysterium. Hauptdarsteller Daniel Craig trage auch Glass Onion mit seiner Figur Benoit Blanc, während Edward Norton seine Rolle eines Technik-Milliardärs unbeschwert selbstgefällig im Stile eines Elon Musk verkörpere. Auch die restlichen Darsteller würden eine gute Figurendynamik erzeugen und ihre jeweiligen Charaktere dabei auf einem schmalen Grat zwischen Toxizität und Sympathie wandeln. So kommt Gleiberman zu dem Schluss, dass Glass Onion mehr noch als der Vorgängerfilm ein in Täuschung gehüllter Thriller sei, auch wenn die finale Auflösung nicht ganz so befriedigend wäre.
Clarisse Loughrey von The Independent zeigt sich erfreut, dass Glass Onion trotz seiner aufgelockerten Tonalität das soziale Gewissen des Vorgängerfilms beibehalten habe. Die Ironie liege insbesondere darin, dass ausgerechnet Netflix für über 450 Millionen US-Dollar einen Film aufgekauft habe, der Reiche verhöhne und verspotte. Das filigrane Drehbuch von Rian Johnson sei dabei offensichtlich erneut von Agatha Christie inspiriert, aber nicht so schlank, bissig und politisch wie noch Knives Out. Trotzdem sei die Freude von Daniel Craig an seiner Rolle ansteckend genug, um auch von den anderen Darstellern übernommen zu werden. Unter diesen hebt Loughrey insbesondere Janelle Monáe positiv hervor, die als einzige eine „Boje der Vernunft in einem Ozean von Possenreißern“ verkörpere.
Zu einem negativen Urteil gelangt Johnny Oleksinski von der New York Post, für den Glass Onion eine insgesamt enttäuschende Fortsetzung sei. Insbesondere die neuen Verdächtigen seien von Drehbuchautor Rian Johnson faul erdacht worden, wobei abgesehen von der Eröffnungsszene kaum auf ihre jeweiligen Biografien und Hintergründe eingegangen werde. Das Resultat seien langweilige Figuren, wodurch sich die hochkarätig besetzte Darstellerriege überwiegend selbst spielen müsse. Glücklicherweise bringe zumindest die faszinierende Hauptfigur Benoit Blanc etwas Schwung in den Film, doch Glass Onion ziehe sich insgesamt zu lange für eine seichte Komödie. Es fehle neben dem scharfsinnigen Witz von Knives Out auch an einer überraschenden Auflösung, doch die Fortsetzung sei immerhin noch besser als die Agatha-Christie-Verfilmungen von Kenneth Branagh.
Auch Anthony Lane vom New Yorker kritisiert die allesamt unsympathischen Figuren, durch die es dem Zuschauer fast schon egal sei, wer wen ermordet hat. Zwar brilliere Glass Onion mit seinem Unfug, sei raffiniert erzählt und mit Witz aufgeführt, doch auch merkwürdig emotionslos. Regisseur Rian Johnson müsse dabei die angeführten Beweise merklich verbiegen, um sie an die Geschichte anzupassen. Das Resultat seien zwar überzeugende Rückblendungen, Wendungen und Ablenkungsmanöver, doch der Höhepunkt der Fortsetzung sei ein einziges Chaos.

### Einspielergebnis
Am Thanksgiving-Wochenende konnte Glass Onion: A Knives Out Mystery mit einem Einspielergebnis von rund 13 Millionen US-Dollar den dritten Platz der US-amerikanischen Kino-Charts belegen. Einerseits stellte dies die finanziell erfolgreichste Kinoveröffentlichung eines Netflix-Films dar, andererseits aber auch einen erheblichen Einnahmerückgang im Vergleich zum Vorgängerfilm Knives Out – Mord ist Familiensache, der im November 2019 noch rund 41,4 Millionen US-Dollar innerhalb der ersten fünf Tage erwirtschaften konnte. Als Gründe für diesen Abfall wurden neben dem limitierten Kinostart in nur rund 700 US-Kinos auch eine vergleichsweise schwache Werbekampagne angegeben, wodurch Netflix laut Branchenexperten bewusst auf Kinoeinnahmen verzichtet habe. Stellenweise wurde berichtet, dass Glass Onion für den Streaminganbieter als Testlauf fungierte, bei dem die Auswirkungen einer Kinoveröffentlichung auf die Abruf- und Abonnentenzahlen der Seite bestimmt werden sollten. Netflix-CCO Ted Sarandos gab hingegen an, der Fokus des Dienstes liege weiterhin auf einer Vergrößerung des Abonnentenkreises und nicht auf einer Gewinnmaximierung durch Kinotickets. Insgesamt konnte Glass Onion rund 15 Millionen US-Dollar durch Kinovorführungen einspielen.
Innerhalb der ersten drei Tage nach Veröffentlichung auf Netflix wurden weltweit insgesamt rund 82,1 Millionen Stunden des Films angesehen, womit Glass Onion zur sechstbesten Filmpremiere des Streamingdienstes wurde. Binnen zehn Tagen konnte der Kriminalfilm sogar zur dritterfolgreichsten Veröffentlichung auf Netflix werden. Insgesamt befindet sich Glass Onion mit rund 273 Millionen angeschauten Stunden auf dem vierten Platz der erfolgreichsten Netflix-Eigenproduktionen innerhalb der ersten 28 Tage.

### Auszeichnungen (Auswahl)
AAFCA Awards 2023

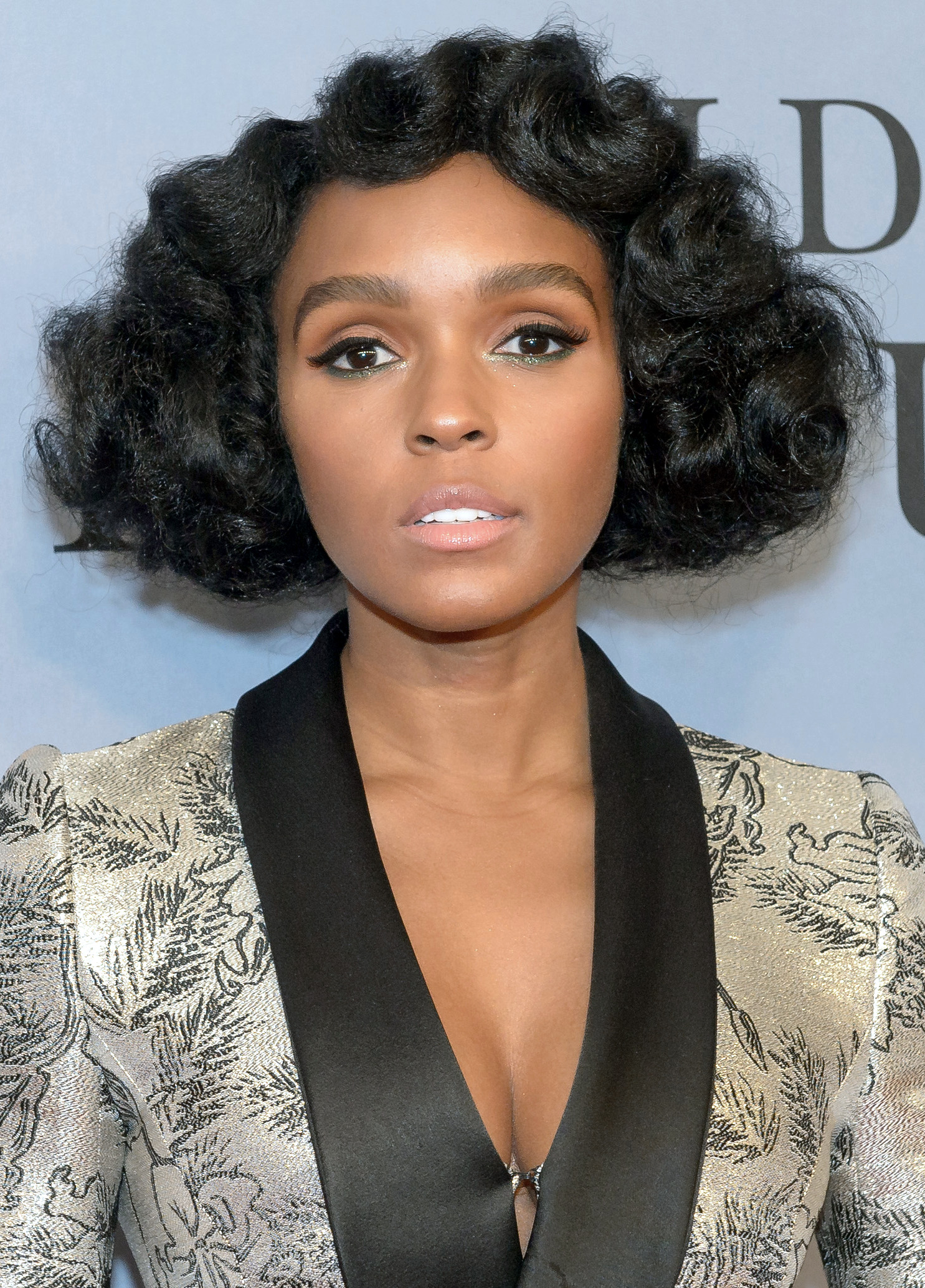
Die schauspielerische Leistung von Janelle Monáe wurde mehrheitlich positiv hervorgehoben.

- Auszeichnung für das Beste Drehbuch (Rian Johnson)
- Auszeichnung als Bestes Schauspielensemble[62]

AACTA International Awards 2023
- Nominierung für das Beste Drehbuch (Rian Johnson)[63]

Art Directors Guild Awards 2023
- Auszeichnung für das Beste Szenenbild eines zeitgenössischen Films (Rick Heinrichs)[64]

Artios Awards 2023
- Nominierung für das Beste Casting in einer Big-Budget-Filmkomödie (Mary Vernieu & Bret Howe)[65]

Black Reel Awards 2023
- Nominierung als Beste Nebendarstellerin (Janelle Monáe)[66]

Chicago Film Critics Association Awards 2022
- Nominierung für das Beste adaptierte Drehbuch (Rian Johnson)
- Nominierung als Beste Nebendarstellerin (Janelle Monáe)
- Nominierung für das Beste Szenenbild (Rick Heinrichs)[67]

Critics’ Choice Movie Awards 2023
- Auszeichnung als Beste Komödie
- Auszeichnung als Bestes Schauspielensemble
- Nominierung als Bester Film
- Nominierung für das Beste adaptierte Drehbuch (Rian Johnson)
- Nominierung als Beste Nebendarstellerin (Janelle Monáe)
- Nominierung für die Besten Kostüme (Jenny Eagan)[68]

Eddie Awards 2023
- Nominierung für den Besten Schnitt in einer Filmkomödie (Bob Ducsay)[69]

Golden Globe Awards 2023
- Nominierung in der Kategorie „Bester Film – Komödie oder Musical“
- Nominierung als Bester Hauptdarsteller in einer Komödie oder einem Musical (Daniel Craig)

Golden Tomato Awards 2023
- Auszeichnung als Bester Mysteryfilm oder Thriller[70]

Make-Up Artists and Hair Stylists Guild Awards 2023
- Nominierung für die Besten zeitgenössischen Frisuren (Jeremy Woodhead, Tracey Smith & Leslie D. Bennett)[71]

Miami Film Festival 2022
- Auszeichnung mit dem „Ensemble Award“[44]

NAACP Image Awards 2023
- Nominierung als Beste Nebendarstellerin (Janelle Monáe)[72]

National Board of Review Awards 2022
- Aufnahme in die Liste der zehn besten Filme des Jahres 2022
- Auszeichnung als Beste Nebendarstellerin (Janelle Monáe)[73]

Online Film Critics Society Awards 2023
- Nominierung für das Beste adaptierte Drehbuch (Rian Johnson)[74]

Oscarverleihung 2023
- Nominierung für das Beste adaptierte Drehbuch (Rian Johnson)

Producers Guild of America Awards 2023
- Nominierung als Bester Kinofilm[75]

Satellite Awards 2022
- Auszeichnung für das Beste Filmensemble
- Nominierung als Beste Filmkomödie oder Bestes Musical
- Nominierung für das Beste adaptierte Drehbuch (Rian Johnson)
- Nominierung als Bester Hauptdarsteller in einer Filmkomödie oder einem Musical (Daniel Craig)
- Nominierung als Beste Hauptdarstellerin in einer Filmkomödie oder einem Musical (Janelle Monáe)[76]

Saturn-Award-Verleihung 2024
- Nominierung als Bester Thriller

Toronto International Film Festival 2022
- Drittplatzierter beim „Publikumspreis“[77]

Writers Guild of America Awards 2023
- Nominierung für das Beste adaptierte Drehbuch (Rian Johnson)[78]

## Fortsetzung
Neben Glass Onion: A Knives Out Mystery sicherte sich Netflix auch die Rechte an einer weiteren Fortsetzung, die im September 2025 unter dem Titel Wake Up Dead Man: A Knives Out Mystery beim Toronto International Film Festival uraufgeführt und im Dezember ins Programm des Streamingdienstes aufgenommen werden soll. Daneben verkündeten Regisseur Rian Johnson und Hauptdarsteller Daniel Craig, weitere Knives-Out-Fälle verfilmen zu wollen, solange die Zuschauer Spaß an den Whodunits hätten.